# Парк турстанції
Парк турста́нції — парк-пам'ятка садово-паркового мистецтва місцевого значення в Україні. Розташований у межах Сколівського району Львівської області, біля села Дубина (територія туристичної бази «Карпати»). 
Площа 4 га. Статус надано згідно з рішенням виконкому Львівської обласної ради від 9 жовтня 1984 року № 495. Перебуває у віданні турбази «Карпати». 
Статус надано для збереження стародавнього парку, розташованого на правому березі річки Опір. У парку опріч молодих насаджень зростає 11 старовікових дерев. 